# Trachymene grandis
Trachymene grandis är en växtart i släktet Trachymene  och familjen flockblommiga växter.
Arten förekommer i sydvästra Australien. Den beskrevs först av Porphir Kiril Nicolai Stepanowitsch Turczaninow som Dimetopia grandis, och fick sitt nu gällande namn av Barbara Lynette Rye 1999.